# Programa de Entrenamiento y Equipamiento de Georgia

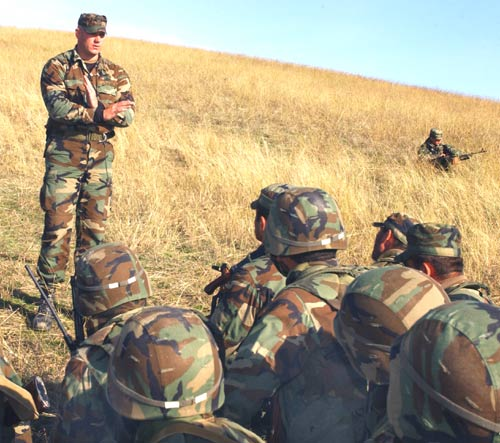
Un soldado de las Fuerzas Especiales estadounidenses instruye a un grupo de soldados georgianos como parte del programa.

El Programa de Entrenamiento y Equipamiento de Georgia (en inglés: Georgia Train and Equip Program) fue un programa de los Estados Unidos para instruir y armar al ejército georgiano. El programa tuvo un costo de 64 millones de dólares, y tenía como objetivo optimizar el poder de las fuerzas armadas georgianas. La instrucción afectó al 12.º de Comandos, al 23.er Sachjeri de infantería de montaña, al 11.º de infantería ligera de Telavi y al 13º batallón de infantería ligera Shavnadaba y compañía mixta de vehículos con 10 T-72B1 y 10 BMP-1 y BMP-2.